# Hitoyoshi
Hitoyoshi (jap. 人吉市 Hitoyoshi-shi) – miasto w Japonii, w prefekturze Kumamoto, w południowej części wyspy Kiusiu.
11 lutego 1942 r. Hitoyoshi-chō po przyłączeniu terytoriów 3 pobliskich wsi zostało przemianowane na Hitoyoshi-shi.